# Hamelia
Hamelia es un género de plantas con flores del orden Gentianales, familia Rubiaceae.

## Especies más conocidas
- Hamelia axillaris - Guayabo Negro
- Hamelia cuprea
- Hamelia macrantha
- Hamelia papillosa
- Hamelia patens

## Sinonimia
- Lonicera Adans. (1763).
- Tangaraca Adans. (1763).
- Duhamelia Pers. (1805)
- Tepesia C.F.Gaertn. (1806).[2]